# Lliga burkinesa de futbol
La lliga burkinesa de futbol és la màxima competició futbolística de Burkina Faso. És organitzada per la Fédération Burkinabé de Foot-Ball. Es disputa des de 1961.

## Equips participants el 2021–22
- AS Koupéla (Koupéla)
- AS Douanes (Ouagadougou)
- ASEC Koudougou (Koudougou)
- ASFA Yennenga (Ouagadougou)
- ASF Bobo (Bobo-Dioulasso)
- AS SONABEL (Ouagadougou)
- Étoile Filante (Ouagadougou)
- Kiko FC (Bobo-Dioulasso)
- Majestic (Pô)
- RC Bobo (Bobo-Dioulasso)
- RC Kadiogo (Kadiogo)
- Royal FC (Bobo-Dioulasso)
- Salitas FC (Ouagadougou)
- Vitesse FC (Bobo-Dioulasso)
- US Forces Armées (Ouagadougou)

## Historial
Font:
- 1961:  ASF Bobo (1)
- 1962:  Étoile Filante Ouagadougou (1)
- 1963:  USFR Abidjan-Niger (1)
- 1964:  USFR Abidjan-Niger (2)
- 1965:  Étoile Filante Ouagadougou (2)
- 1966:  ASF Bobo (2)
- 1967:  US Ouagadougou (1)
- 1968:  USFR Abidjan-Niger (3)
- 1969:  ASFAN (1)
- 1970:  ASFAN (2)
- 1971:  ASFAN (3)
- 1972:  RC Bobo (1)
- 1973:  Jeanne d'Arc (1)
- 1974:  Silures (1)
- 1975:  Silures (2)
- 1976:  Silures (3)
- 1977:  Silures (4)
- 1978:  Silures (5)
- 1979:  Silures (6)
- 1980:  Silures (7)
- 1983:  US Ouagadougou (2)
- 1984:  ASFAN (4)
- 1985:  Étoile Filante Ouagadougou (3)
- 1986:  Étoile Filante Ouagadougou (4)
- 1987:  USFAN (5)
- 1988:  Étoile Filante Ouagadougou (5)
- 1989:  ASFA Yennenga (2)
- 1990:  Étoile Filante Ouagadougou (6)
- 1991:  Étoile Filante Ouagadougou (7)
- 1992:  Étoile Filante Ouagadougou (8)
- 1993:  Étoile Filante Ouagadougou (9)
- 1994:  Étoile Filante Ouagadougou (10)
- 1995:  ASFA Yennenga (3)
- 1996:  RC Bobo (1)
- 1997:  RC Bobo (2)
- 1998:  USFAN (6)
- 1999:  ASFA Yennenga (4)
- 2000:  USFAN (7)
- 2001:  Étoile Filante Ouagadougou (11)
- 2002:  ASFA Yennenga (5)
- 2003:  ASFA Yennenga (6)
- 2004:  ASFA Yennenga (7)
- 2005:  RC Kadiogo (1)
- 2006:  ASFA Yennenga (8)
- 2007:  Commune FC (1)
- 2008:  Étoile Filante Ouagadougou (12)
- 2009:  ASFA Yennenga (9)
- 2010:  ASFA Yennenga (10)
- 2011:  ASFA Yennenga (11)
- 2012:  ASFA Yennenga (12)
- 2013:  ASFA Yennenga (13)
- 2014:  Étoile Filante Ouagadougou (13)
- 2015:  RC Bobo (4)
- 2016:  RC Kadiogo (2)
- 2017:  RC Kadiogo (3)
- 2018:  ASF Bobo (3)
- 2019:  Rahimo FC (1)
- 2020: Cancel·lat per la COVID-19
- 2021:  AS SONABEL (1)
- 2022:  RC Kadiogo (4)
- 2023:  AS Douanes (1)
- 2024:  AS Douanes (2)